# Campeonato Mundial de Bobsleigh y Skeleton de 2027
El LXIX Campeonato Mundial de Bobsleigh y Skeleton se celebrará en Lillehammer (Noruega) en el año 2027 bajo la organización de la Federación Internacional de Bobsleigh y Skeleton (FIBT) y la Federación Noruega de Bobsleigh y Skeleton.
Las competiciones se realizarán en el Canal Olímpico de Bobsleigh y Luge de Lillehammer.